# Barão de Vila Cova
Barão de Vila Cova foi um título nobiliárquico, vitalício por uma vida, criado pelo Regente D. Fernando II, Rei Consorte de Portugal, na menoridade de D. Pedro V, Rei de Portugal, por Decreto de 16 de Agosto de 1854 a favor de João António de Almeida.

## Titulares
1. João António de Almeida (1790–1871), 1º barão de Vila Cova